# Carbonoideos

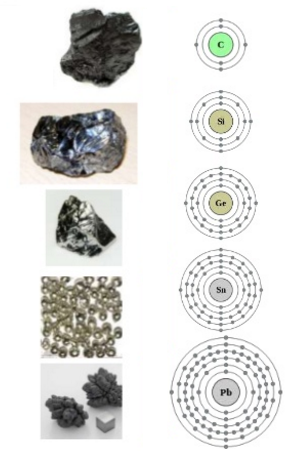
Elementos del grupo del carbono

Los carbonoideos son elementos químicos que se encuentran en el grupo 14, son por orden de número atómico creciente. Son menos reactivos que los térreos pero lo suficientemente inestables como para no existir en la naturaleza.
La mayoría de los elementos de este grupo son muy conocidos y difundidos, especialmente el carbono, elemento fundamental de la química orgánica. A su vez, el silicio es uno de los elementos más abundantes en la corteza terrestre (28%), y de gran importancia en la sociedad a partir del siglo XXI, ya que es el elemento principal de los circuitos integrados.
Al bajar en el periodo, estos elementos van teniendo características cada vez más metálicas: el carbono es un no metal, el silicio y el germanio son semimetales, y el estaño, el plomo y el flerovio son metales.

## Características

### Químicas
Al igual que otros grupos, los miembros de esta familia muestran patrones en la configuración electrónica, especialmente en las capas más externas, lo que da lugar a tendencias en el comportamiento químico:
| Z   | Elemento | N.º de electrones/Capa externa     |
| --- | -------- | ---------------------------------- |
| 6   | Carbono  | 2, 4                               |
| 14  | Silicio  | 2, 8, 4                            |
| 32  | Germanio | 2, 8, 18, 4                        |
| 50  | Estaño   | 2, 8, 18, 18, 4                    |
| 82  | Plomo    | 2, 8, 18, 32, 18, 4                |
| 114 | Flerovio | 2, 8, 18, 32, 32, 18, 4 (predicto) |

Cada uno de los elementos de este grupo tiene 4 electrónes en su capa externa. Un átomo neutro aislado del grupo 14 tiene la configuración s2 p2 en el estado fundamental. Estos elementos, especialmente el carbono y el silicio, tienen una gran propensión a los enlaces covalentes, que suelen llevar la a ocho electrones de la capa externa. Los enlaces en estos elementos a menudo conducen a la hibridación donde se borran los caracteres s y p de los orbitales. Para enlace simple, una disposición típica tiene cuatro pares de electrones sp3, aunque también existen otros casos, como tres pares sp2 en el grafeno y el grafito. Los dobles enlaces son característicos del carbono (alquenos, CO2...); lo mismo para los π-sistemas en general. La tendencia a perder electrones aumenta al aumentar el tamaño del átomo, al igual que al aumentar el número atómico.
Sólo el carbono forma iones negativos, en forma de carburo (C4-).
El silicio y el germanio, ambos metaloides, pueden formar iones +4 cada uno.
El estaño y el plomo son metales, mientras que el flerovio es un elemento sintético, radiactivo (su vida media es muy corta, sólo 1,9 segundos) que puede tener algunas propiedades parecidas a las de los gases nobles, aunque lo más probable es que siga siendo un metal postransicional. Tanto el estaño como el plomo son capaces de formar iones +2. Aunque el estaño es químicamente un metal, su alótropo α se parece más al germanio que a un metal y es un mal conductor eléctrico.
El carbono forma tetrahaluros con todos los halógenos. El carbono también forma muchos óxidos de carbono como el monóxido de carbono, subóxido de carbono y dióxido de carbono. El carbono forma disulfuros y diselenuros.
El silicio forma varios hidruros; dos de ellos son el SiH4 y el Si2H6. El silicio forma tetrahaluros con flúor, cloro, bromo y yodo. El silicio también forma un dióxido y un disulfuro. Nitruro de silicio tiene la fórmula Si3N4.
El germanio forma cinco hidruros. Los dos primeros hidruros de germanio son GeH4 y Ge2H6. El germanio forma tetrahaluros con todos los halógenos excepto el astato y forma dihaluros con todos los halógenos excepto el bromo y el astato. El germanio se une a todos los calcógenos simples naturales excepto al polonio, y forma dióxidos, disulfuros y diselenuros. El nitruro de germanio tiene la fórmula Ge3N4.
El estaño forma dos hidruros: SnH4 y Sn2H6. El estaño forma dihaluros y tetrahaluros con todos los halógenos excepto el astato. El estaño forma calcogenuros con uno de cada uno de los calcogenuros naturales excepto el polonio, y forma calcogenuros con dos de cada uno de los calcogenuros naturales excepto el polonio y el telurio.
El plomo forma un hidruro, que tiene la fórmula PbH4. El plomo forma dihaluros y tetrahaluros con flúor y cloro, y forma un dibromuro y un diioduro, aunque el tetrabromuro y el tetraioduro de plomo son inestables. El plomo forma cuatro óxidos, un sulfuro, un seleniuro y un telururo.
No se conocen compuestos de flerovio.

### Características físicas
Los puntos de ebullición del grupo del carbono tienden a disminuir con los elementos más pesados. El carbono, el elemento más ligero del grupo del carbono, sublima a 3825 °C. El punto de ebullición del silicio es de 3265 °C, el del germanio es de 2833 °C, el del estaño es de 2602 °C, y el del plomo es de 1749 °C. Se prevé que el flerovio hierva a -60 °C. Los  puntos de fusión de los elementos del grupo del carbono tienen aproximadamente la misma tendencia que sus puntos de ebullición. El silicio funde a 1414 °C, el germanio funde a 939 °C, el estaño funde a 232 °C, y el plomo funde a 328 °C.
La estructura cristalina del carbono es hexagonal; a altas presiones y temperaturas forma diamante (véase más adelante). El silicio y el germanio tienen estructuras cristalinas cúbicas diamantinas, al igual que el estaño a bajas temperaturas (por debajo de 13,2 °C). El estaño a temperatura ambiente tiene una estructura cristalina tetragonal. El plomo tiene una estructura cristalina  cúbica centrada en la cara.
La densidad de los elementos del grupo del carbono tiende a aumentar con el incremento del número atómico. El carbono tiene una densidad de 2,26 gramos por centímetro cúbico, el silicio tiene una densidad de 2,33 gramos por centímetro cúbico, el germanio tiene una densidad de 5,32 gramos por centímetro cúbico. El estaño tiene una densidad de 7,26 gramos por centímetro cúbico, y el plomo tiene una densidad de 11,3 gramos por centímetro cúbico.
Los  radios atómicos de los elementos del grupo del carbono tienden a aumentar con el incremento del número atómico. El radio atómico del carbono es de 77 picómetros, el del silicio es de 118 picómetros, el del germanio es de 123 picómetros, el del estaño es de 141 picómetros y el del plomo es de 175 picómetros.

#### Alótropos
El carbono tiene múltiples alótropos. El más común es el grafito, que es carbono en forma de láminas apiladas. Otra forma de carbono es el diamante, pero es relativamente raro. El carbono amorfo es un tercer alótropo del carbono; es un componente del hollín. Otro alótropo del carbono es el fullereno, que tiene forma de láminas de átomos de carbono plegadas en una esfera. Un quinto alótropo del carbono, descubierto en 2003, se llama grafeno, y tiene forma de capa de átomos de carbono dispuestos en forma de panal.
El silicio tiene dos alótropos conocidos que existen a temperatura ambiente. Estos alótropos se conocen como alótropo amorfo y alótropo cristalino. El alótropo amorfo es un polvo marrón. El alótropo cristalino es gris y tiene un lustre metálico.
El estaño tiene dos alótropos: α-estaño, también conocido como estaño gris, y β-estaño. El estaño se encuentra típicamente en la forma β-estaño, un metal plateado. Sin embargo, a presión estándar, el β-estaño se convierte en α-estaño, un polvo gris, a temperaturas inferiores a 13,2 grados Celsius (55,8 °F). Esto puede hacer que los objetos de estaño en temperaturas frías se desmoronen hasta convertirse en polvo gris en un proceso conocido como plaga del estaño o putrefacción del estaño. Hay 16 kg de carbono en el cuerpo de un humano típico de 70 kg.

## Historia

### Descubrimientos y usos en la antigüedad
El carbono, el estaño y el plomo son algunos de los elementos bien conocidos en el mundo antiguo, junto con el azufre, el hierro, el cobre, el mercurio, la plata y el oro.
El silicio como sílice en forma de cristal de roca era familiar para los egipcios predinásticos, que lo usaban para hacer cuentas y pequeños jarrones; a los primeros chinos; y probablemente a muchos otros de los antiguos. La fabricación de vidrio que contiene sílice fue llevada a cabo tanto por los egipcios, al menos ya en el año 1500 a. C., como por los fenicios . Muchos de los compuestos naturales o minerales de silicato se utilizaron en varios tipos de mortero para la construcción de viviendas por parte de los primeros habitantes.
Los orígenes del estaño parecen perderse en la historia. Parece que los bronces, que son aleaciones de cobre y estaño, fueron utilizados por el hombre prehistórico algún tiempo antes de que se aislara el metal puro. Los bronces eran comunes en la Mesopotamia temprana, el valle del Indo, Egipto, Creta, Israel y Perú. Gran parte del estaño utilizado por los primeros pueblos mediterráneos aparentemente provenía de las Islas Sorlingas y Cornualles en las islas británicas, donde la extracción del metal data de aproximadamente 300-200 a. C. Las minas de estaño estaban operando en las áreas inca y azteca de América del Sur y Central antes de la conquista española.
El plomo se menciona a menudo en los primeros relatos bíblicos. Los babilonios utilizaron el metal como placas en las que grabar inscripciones. Los romanos lo usaban para tabletas, pipas de agua, monedas e incluso utensilios de cocina; de hecho, como resultado del último uso, el envenenamiento por plomo se reconoció en la época de Augusto César. El compuesto conocido como plomo blanco aparentemente se preparó como un pigmento decorativo al menos ya en el año 200 a. C.

### Descubrimientos modernos
El silicio elemental amorfo se obtuvo por primera vez puro en 1824 por el químico sueco Jöns Jacob Berzelius; El silicio impuro ya se había obtenido en 1811. El silicio elemental cristalino no se preparó hasta 1854, cuando se obtuvo como producto de la electrólisis.
El germanio es uno de los tres elementos cuya existencia predijo en 1869 el químico ruso Dmitri Mendeleev cuando ideó por primera vez su tabla periódica. Sin embargo, el elemento no se descubrió realmente durante algún tiempo. En septiembre de 1885, un minero descubrió una muestra de mineral en una mina de plata y se la dio al gerente de la mina, quien determinó que era un mineral nuevo y envió el mineral a Clemens A. Winkler . Winkler se dio cuenta de que la muestra era 75% de plata, 18% de azufre y 7% de un elemento no descubierto. Después de varios meses, Winkler aisló el elemento y determinó que era el elemento 32.
El primer intento de descubrir el flerovio (entonces denominado "elemento 114") fue en 1969, en el Instituto Conjunto de Investigaciones Nucleares , pero no tuvo éxito. En 1977, los investigadores del Instituto Conjunto de Investigación Nuclear bombardearon átomos de plutonio-244 con calcio-48 , pero nuevamente no tuvieron éxito. Esta reacción nuclear se repitió en 1998, esta vez con éxito.

## Grupo de los carbonoideos
El grupo de los carbonoideos está formado por los siguientes elementos:
- Carbono (C)
- Silicio (Si)
- Germanio (Ge)
- Estaño (Sn)
- Plomo (Pb)
- Flerovio (Fl)

## Propiedades de los carbonoideos
- Poseen la configuración electrónica s2p2:
  - Carbono: [He] 2s22p2
  - Silicio: [Ne] 3s23p2
  - Germanio: [Ar] 4s24p2
  - Estaño: [Kr] 5s25p2
  - Plomo: [Xe] 6s26p2
  - Flerovio [Rn] 7s27p2
- Poseen los estados de oxidación +2 y +4
- Carbono:
  - Es un no metal
  - Posee poca conductividad eléctrica
  - Es elemento fundamental de la química orgánica
  - No se puede laminar
  - Color negro oscuro excepto en su forma de diamante que es cristalino
  - No posee brillo
- Silicio:
  - Es un metaloide o semimetal
  - Propiedades intermedias entre metales y no metales
  - Es un semiconductor
  - Es uno de los elementos más abundantes de la corteza terrestre
  - Color gris azulado
- Germanio:
  - Es un metaloide o semimetal
  - Posee prácticamente las mismas propiedades que el silicio
  - Color gris claro
- Estaño:
  - Es un metal
  - Color gris plateado
  - Blando
- Plomo:
  - Es un metal
  - Color gris azulado

## Abundancia
El carbono se acumula como resultado de la fusión estelar en la mayoría de las estrellas, incluso en las pequeñas. [16] El carbono está presente en la corteza terrestre en concentraciones de 480 partes por millón y está presente en el agua de mar en concentraciones de 28 partes por millón. El carbono está presente en la atmósfera en forma de monóxido de carbono, dióxido de carbono y metano. El carbono es un componente clave de los minerales de carbonato y se encuentra en el hidrogenocarbonato, que es común en el agua de mar. El carbono forma el 22,8% de un ser humano típico.
El silicio está presente en la corteza terrestre en concentraciones del 28%, lo que lo convierte en el segundo elemento más abundante en ea. La concentración de silicio en el agua de mar puede variar desde 30 partes por mil millones en la superficie del océano hasta 2000 partes por mil millones en las profundidades. El polvo de silicio se encuentra en pequeñas cantidades en la atmósfera terrestre. Los minerales de silicato son el tipo de mineral más común en la tierra. El silicio constituye una media de 14,3 partes por millón del cuerpo humano. Solo las estrellas más grandes producen silicio a través de la fusión estelar. 
El germanio constituye 2 partes por millón de la corteza terrestre, lo que lo convierte en el 52.º elemento más abundante en ella. En promedio, el germanio constituye 1 parte por millón de suelo. El germanio constituye 0,5 partes por billón de agua de mar. Los compuestos de organogermanio también se encuentran en el agua de mar. El germanio se encuentra en el cuerpo humano en concentraciones de 71,4 partes por mil millones. Se ha descubierto que el germanio existe en algunas estrellas muy lejanas. 
El estaño constituye 2 partes por millón de la corteza terrestre, lo que lo convierte en el 49.º elemento más abundante en ella. En promedio, el estaño constituye 1 parte por millón de suelo. El estaño existe en el agua de mar en concentraciones de 4 partes por billón. El estaño constituye 428 partes por mil millones del cuerpo humano. El óxido de estaño (IV) se encuentra en concentraciones de 0,1 a 300 partes por millón en suelos. El estaño también se encuentra en concentraciones de una parte por mil en rocas ígneas. 
El plomo constituye 14 partes por millón de la corteza terrestre, lo que lo convierte en el 36.º elemento más abundante en ella. En promedio, el plomo constituye 23 partes por millón de suelo, pero la concentración puede llegar a 20000 partes por millón (2 por ciento) cerca de antiguas minas de plomo. El plomo existe en el agua de mar en concentraciones de 2 partes por billón. El plomo constituye 1,7 partes por millón del peso del cuerpo humano. La actividad humana libera más plomo al medio ambiente que cualquier otro metal.
El flerovio solo se puede producir en aceleradores de partículas.

## Usos
El carbono se usa más comúnmente en su forma amorfa. De esta forma, el carbón se utiliza para la fabricación de acero, como negro de carbón, como relleno en neumáticos, en respiradores y como carbón activado. El carbono también se usa en forma de grafito y se usa comúnmente como mina en los lápices. El diamante, otra forma de carbono, se usa comúnmente en joyería. Las fibras de carbono se utilizan en numerosas aplicaciones, como puntales de satélite, porque las fibras son muy fuertes pero elásticas.
El dióxido de silicio tiene una amplia variedad de aplicaciones, incluida la pasta de dientes, los rellenos de construcción y la sílice es un componente importante del vidrio. El 50% del silicio puro se destina a la fabricación de aleaciones metálicas. El 45% del silicio se destina a la fabricación de siliconas. El silicio también se usa comúnmente en semiconductores desde la década de 1950.
El germanio se utilizó en semiconductores hasta la década de 1950, cuando fue reemplazado por silicio. Los detectores de radiación contienen germanio. El dióxido de germanio se utiliza en fibra óptica y lentes de cámaras de gran angular. Una pequeña cantidad de germanio mezclado con plata puede hacer que la plata sea resistente al deslustre. La aleación resultante se conoce como argentium. 
La soldadura es el uso más  estaño también es utilizado por la industria química . El estaño también es un componente de numerosas aleaciones, incluido elimportante del estaño; el 50% de todo el estaño producido se destina a esta aplicación. El 20% de todo el estaño producido se utiliza en hojalata. El 20% del peltre . El óxido de estaño (IV) se ha utilizado comúnmente en cerámica durante miles de años. El estannato de cobalto es un compuesto de estaño que se utiliza como pigmento azul cerúleo. 
El 80% de todo el plomo producido se destina a baterías de plomo-ácido . Otras aplicaciones del plomo incluyen pesos, pigmentos y blindaje contra materiales radiactivos. El plomo se ha utilizado históricamente en la gasolina en forma de plomo tetraetílico , pero esta aplicación se ha interrumpido por motivos de toxicidad.